# Польские Фермопилы
Польские Фермопилы (пол. Polskie Termopile) — принятое в литературе название нескольких битв в польской истории по аналогии с сражением под Фермопилами, известным героическим самопожертвованием спартанцев.
- Сражение при Годове 11 июня 1694 года — победоносное сражение семи польских гусарских и панцирных хоругвей против войска Крымского ханства под городом Годовом (ныне Тернопольская область Украины). Утверждается, что соотношение сил на поле боя было 1 к 100 (400 поляков против 40 000 татар, есть и другие оценки численности). В Годове по указу Яна Собеского в 1695 г. установлен памятник в честь этого события.

- Битва под Венгровым 3 февраля 1863 года — сражение во время январского восстания, в память о котором французский поэт Огюст Барбье написал стихотворение «Атака под Венгровым», в котором сравнил атаку косиньеров на российские пушки с героическими боями древних спартанцев. Вскоре это сравнение стало распространенным в Европе, привлекая симпатии к борьбе поляков за независимость. Сравнение этого боя с Фермопилами находится также в стихотворениях «Тщеславие» Циприана Норвида и «Бой под Венгровым» Марии Конопницкой.

- Бой под Задворьем 17 августа 1920 года — сражение советско-польской войны, в котором батальон добровольцев, составленный из львовской молодёжи, перекрыл дорогу на Львов Первой Конной Будённого. Из 330 польских воинов погибло 318, несколько раненных попало в плен. Командир батальона капитан Болеслав Заячковский, прозванный «польским Леонидом», совершил с несколькими солдатами самоубийство. Останки пяти опознанных офицеров похоронены на кладбище Орлят во Львове, остальные похоронены на поле боя, где был насыпан курган и установлена памятная доска с надписью: «Орлятам, погибшим 17 августа 1920 в боях за целостность восточных кресов»[1].

- Битва у Дитятина[пол.] 16 сентября 1920 года — сражение советско-польской войны[2].

- Оборона Визны 7—10 сентября 1939 года — сражение Сентябрьской войны. Против 42 200 немецких солдат, 350 танков, 457 миномётов, орудий и гранатомётов, с поддержкой 600 самолётов Люфтваффе, сражались, под командованием Владислава Рагиниса, 720 поляков, на каждого из которых приходилось примерно по 60 немцев и почти целый самолёт. Только несколько десятков из них попало в немецкий плен. Остальные погибли, сражаясь до конца, защищая родину. Командир, в соответствии с данной им присягой, живым не сдал защищаемых его солдатами позиций. После того как иссякли боеприпасы, он отдал приказ о сдаче последним уцелевшим подчинённым, а сам остался на позициях и подорвал себя гранатой[3].